# Dag Thorenfeldt
Dag Eivind Thorenfeldt (* 28. září 1961) je norský portrétní fotograf.

## Životopis
Thorenfeldt vyrůstal v Bogerudu v Oslu. V roce 1984 po studiu fotožurnalistiky začal pracovat jako fotograf v VG. V roce 1990 se stal nezávislým fotografem. Spolupracoval s několika předními reklamními agenturami a časopisy v Norsku. Vlastní společnost Arca se základnou v Skjærhaldenu.
Thorenfeldt má za sebou několik samostatných výstav. O něm a jeho fotografické práci byl natočen dokumentární film.

## Fotografie na obálkách
- TinDrum: How 'Bout This?! (1989)
- Matchstick Sun: Flowerground (1989)
- Dag Kolsrud: December (1990)
- Henning Kvitnes: Veien hjem (1991)
- Henning Kvitnes: Songs People Play (1991)
- Bjelleklang: Dæng Dæng (1991)
- Anja Garbarek: Velkommen inn (1992)
- Ole Paus: Biggles' testamente (1992)
- Bjelleklang: Holiholihooo … (1992)
- Silje Nergaard: On and On (1993)
- Funhouse: Big (1993)
- Jonas Fjeld: Texas Jensen (1993)
- The Monroes: Long Way Home (1993)
- Guys in Disguise: Guys in Disguise (1994)
- Ratataboo!: Ratataboo! (1995)
- Terje Tysland med Elg: Flyr med alle vindan (1995)
- Bjelleklang: Synger svart (1995)
- Terje Tysland: Hurra for mæ (1995)
- Halvdan Sivertsen: Aldri så nær... (1996)
- Sigvart Dagsland med Stavanger Symfoniorkester: Laiv (1996)
- Halvdan Sivertsen: Helt Halvdan (1996)
- JøKleBa: Live! (1996)
- Bjelleklang: Kjære Landsmenn (1997)
- Wolfgang Plagge: Ars nova (2002)
- D.D.E.: Næ næ næ næ næ næ (2005)
- Frøydis Ree Wekre: Ceros (2005)
- Annar Follesø, Björn Nyman & Christian Ihle Hadland: Bartók (2005)
- Wolfgang Plagge: Julevariasjoner (2005)
- Agen'da med Olav Stedje & Knut Brekken: Venner (Vi vandrar saman) (2006)
- Bjelleklang: Sokker i sandaler (2006)
- Vamp med Kringkastingsorkestret: I full symfoni (2006)
- Ole Edvard Antonsen: Landscapes (2007)
- Ellen Sejersted Bødtker: Sonar (2008)
- Clark Rundell: Edward Gregson: Trumpet Concerto; Concerto for Piano and Wind "Homages; Saxophone Concerto (2008)
- Henning Kraggerud: Spohr: Concertos For Two Violins, Nos. 1 &amp; 2 (2010)
- Vamp med Kringkastingsorkestret: I full symfoni II – Med Kringkastingsorkesteret (2010)
- Stephan Barratt-Due: Greig: String Quartets, Arranged for String Orchestra/Nordheim: Rendezvous (2012)